# Fernanda Brandão
Fernanda Brandão (Belo Horizonte, 1983. május 3. –) brazil énekes, táncművész és dalszerző.

## Diszkográfia
Szólódalai
- 2002 Laava  Wherever You Are (I Feel Love), Club Tools/Edel Records, Németország
- 2003 Laava Wherever You Are (I Feel Love), Robbins Entertainment, Amerika
- 2010 Fernanda Brandao Vs. Taan Newjam Gigolo, Urbasian Music/Dragonman Entertainment, Németország

Dalai együttesekben
- 2004 Hot Banditoz Veo, Veo, Polydor, Németország
- 2004 Hot Banditoz Chucu Chucu (El Tren), Polydor, Németország
- 2005 Hot Banditoz Shake Your Balla (1,2,3 Alarma), Polydor, Németország
- 2006 Hot Banditoz La Cucaracha Dance, Universal Music, Németország
- 2006 Hot Banditoz I Want It That Way, Polydor, Németország
- 2007 Hot Banditoz Que Si, Que No, Polydor, Németország

Kislemezei együttesekben
- 2004 Hot Banditoz Mini Disco, Universal Music, Németország
- 2005 Hot Banditoz Mini Disco, Tancevalnij Raj, Oroszország
- 2007 Hot Banditoz Bodyshaker, Universal Music, Németország
- 2007 Hot Banditoz Best Of Holiday Club Hits, Universal Music, Németország